# 페루 국민당

페루 국민당(스페인어: Partido Nacionalista Peruano, 약칭 PNP)은 페루의 사회민주주의 정당이다. 이 정당의 이데올로기는 일반적으로 페루 민족주의 운동(스페인어: Movimiento Etnocacerista)세력과 강한 연대를 가지는 민족주의로 간주된다. 오얀타 우말라는 2006년, 2011년 대선에서 페루 국민당의 대통령 후보였다. 2010년 PNP는 2011년 대통령 선거에 출마하기 위해 가나 페루 연합을 구성했다.